# Consejo Profesional de Ciencias Económicas de Córdoba
El Consejo Profesional de Ciencias Económicas de Córdoba (o conocido por sus siglas, "CPCE"), es una institución de carácter paraestatal argentina, cuya función es regular y representar a los profesionales en ciencias económicas de la Provincia de Córdoba. Fue fundado en el año 1948. En la actualidad, el CPCE es parte de FACPCE, entidad que nuclea a todos los Consejos Profesionales de Ciencias Económicas del país.
Entre sus actividades y funciones, se encuentra la matriculación de los profesionales, la participación en leyes tributarias y contables, la organización de actividades culturales, el control del ejercicio legal de la profesión, y la capacitación de los profesionales.

## Matrícula
En Argentina, de acuerdo con la ley 20.488, los Contadores Públicos, y otros profesionales ligados a las Ciencias Económicas, deben estar inscritos y matriculados en el Consejo Profesional que le corresponda para así poder ejercer su profesión. El CPCE de Córdoba, además de Contadores Públicos y Licenciados en Economía, y Licenciados en Administración de Empresas, matrícula a licenciados en Recursos Humanos y licenciados en Administración Agraria.
A enero de 2023, posee 13.723 matriculados.

## Autoridades
En la actualidad, el consejo es presidido por la Cra. Teresita del Valle Bersano, quien asumió el cargo el 19 de septiembre de 2022.

## Delegaciones
La institución posee 18 delegaciones, subdelegaciones y sedes en toda la Provincia de Córdoba. Estas proveen servicios directamente a los matriculados y clientes de la institución, además de proveer cursos y eventos para el público de la región. Las delegaciones poseen, en ciertos casos su propia Secretaría Técnica, dependiente de la Sede Central. Cada delegación está representada a través de su cuerpo de delegados (entre 2 y 3 integrantes, titulares y suplentes), quienes se eligen por elecciones.
Las delegaciones y Secretarios son:
| Delegación          | Secretario Técnico                     |
| ------------------- | -------------------------------------- |
| Bell Ville          | Cr. Eduardo Balario                    |
| Corral de Bustos    | No posee                               |
| Cruz del Eje        | No posee                               |
| Huinca Renancó      | No posee                               |
| Jesús María         | No posee                               |
| La Carlota          | Cra. María del Cortijo Martino         |
| Laboulaye           | No posee                               |
| Marcos Juárez       | Cra. Esp. María Alejandra Edith Cocchi |
| Oncativo            | No posee                               |
| Río Cuarto          | Cra. M. Graciela R. Fernandez          |
| Río Tercero         | Cr. Huber A. Dellarole                 |
| San Francisco       | Cra. Alfonsina Martelotto              |
| Villa Carlos Paz    | Cra. Luisa B. Ríos                     |
| Villa Dolores       | No posee                               |
| Villa María         | Cr. Nicolas Báselica                   |
| Arroyito            | No posee                               |
| La Falda            | No posee                               |
| Noroeste - Argüello | Cra. Paula A. Vallve                   |